# Octobre en droit
| ← Octobre → |    |    |    |    |    |    |
| 1er         | 2  | 3  | 4  | 5  | 6  | 7  |
| 8           | 9  | 10 | 11 | 12 | 13 | 14 |
| 15          | 16 | 17 | 18 | 19 | 20 | 21 |
| 22          | 23 | 24 | 25 | 26 | 27 | 28 |
| 29          | 30 | 31 |    |    |    |    |

## 5 octobre
- 1899 : en Suisse, adoption par l'Assemblée fédérale (parlement) de la "loi fédérale sur l'assurance en cas de maladie et d'accidents incluant l'assurance militaire", dite "Lex Forrer" qui fut rejetée par le peuple l'année suivante lors d'un référendum (voir Assurance maladie en Suisse).

## 11 octobre
- 1881 : naissance à Prague, Tchécoslovaquie de Hans Kelsen, juriste américain d'origine autrichienne (décédé le 19 avril à Orinda, Californie)